# Dillwynia prostrata
Dillwynia prostrata là một loài thực vật có hoa trong họ Đậu. Loài này được Blakeley miêu tả khoa học đầu tiên.